# Waldschwimmbad (Rüsselsheim)
Der Waldschwimmbad Rüsselsheim ist ein Badesee in der Gemarkung Rüsselsheim der Stadt Rüsselsheim am Main im Landkreis Groß-Gerau in Hessen.

## Geographie
Das Waldschwimmbad ist ein naturnaher Badesee mit einem streckenweise von Schilf und Weiden gesäumten Ufer. Er fügt sich ein zwischen dem Altwassersystem der Horlache und dem Ortsrand von Haßloch im Süden und der Rüsselsheimer Stadtrandsiedlung Horlache im Westen einerseits und der Waldgemarkung von Rüsselsheim im Nordosten andererseits. Der See ist etwa 260 Meter lang und 120 Meter breit bei gut 700 Meter Uferlänge, und das eingefriedete Schwimmbadgelände umfasst rund 64.000 Quadratmeter.

## Nutzung
Entstanden ist die 31.000 Quadratmeter große Wasserfläche im Jahr 1969 als Baggersee beim Kiesabbau für den Bau der rund 1000 Meter weiter östlich durch den Wald führenden Bundesautobahn 67. Bei den Eingängen im Nordwesten liegt ein etwa 160 Meter langer und 15 Meter breiter Sandstrand. Die Liegewiese zieht sich vom Sandstrand ausgehend um den ganzen See.  Das Waldschwimmbad verfügt über Toiletten, Duschen, Umkleidekabinen und drei Kioskanlagen sowie einen Tretbootverleih. Die durchschnittliche Besucherzahl in der Saison liegt bei 500 Badegästen täglich.
Der See wird auch zum Angelsport genutzt, Tauchen ist nach vorheriger Absprache und außerhalb des öffentlichen Badebetriebes gestattet. Die zeitweilig hohen Bestände an Wasservögeln sind hinsichtlich der Hygiene kritisch. Zur Verbesserung der Wasserqualität besitzt der See eine Belüftungsanlage, welche die Bildung der Temperaturschichtung stört und gegen Sauerstoffmangel vorbeugt.